# Marsdenia billardieri
Marsdenia billardieri är en oleanderväxtart som beskrevs av Joseph Decaisne. Marsdenia billardieri ingår i släktet Marsdenia och familjen oleanderväxter. Inga underarter finns listade i Catalogue of Life.